# Ophiomisidium
Ophiomisidium is een geslacht van slangsterren uit de familie Ophiuridae.

## Soorten
- Ophiomisidium crosnieri Guille & Vadon, 1986
- Ophiomisidium flabellum (Lyman, 1878)
- Ophiomisidium irene Fell, 1952
- Ophiomisidium leurum Ziesenhenne, 1940
- Ophiomisidium mirabile Smirnov, 1977
- Ophiomisidium pulchellum (Wyville Thomson, 1878)
- Ophiomisidium speciosum Koehler, 1914
- Ophiomisidium tommasii Borges, Monteiro & Amaral, 2006